# 宮嶋光昭
宮嶋 光昭（みやじま みつあき、1944年（昭和19年）9月29日 - ）は、日本の政治家。元茨城県かすみがうら市長（1期）。

## 来歴
茨城県立土浦第一高校を経て、学習院大学法学部政治学科卒業。出島村（霞ヶ浦町を経て、現在のかすみがうら市）で牧場を営み、茨城酪農農業協同組合理事となる。
1987年の出島村長選挙に立候補したが落選。1990年当時の村長の死去による村長選挙に立候補し初当選する。1994年に落選。同年の茨城県議会議員選挙に新進党から立候補したが落選した。
2010年のかすみがうら市長選挙に立候補した。市制施行以来初の選挙戦となり、現職の坪井透を破って当選した。2014年の市長選では再選を目指したが、前職の坪井透に敗れて落選した。